# Thagria fasciata
Thagria fasciata är en insektsart som beskrevs av Melichar 1903. Thagria fasciata ingår i släktet Thagria och familjen dvärgstritar. Inga underarter finns listade i Catalogue of Life.